# Juan de Jesús Franco
Juan de Jesús Franco Yepes (Andes, Antioquia, 1905-Córdoba, 29 de junio de 1959) fue un guerrillero colombiano. Fue comandante de las guerrillas liberales de Antioquia y conocido como Capitán Franco.

## Biografía
Nacido en Andes (Antioquia), se trasladó a Medellín, donde fue trabajador en a chocolatería Lúker, en Coltejer y en Servitax. Presto el servicio militar  en el Ejército Nacional y se retiró en 1926, con el grado de sargento. En 1932, se vinculó a la Policía Nacional en Betania (Antioquia),llegando al grado de cabo, siendo destituido en 1949 y perseguido por su militancia en el Partido Liberal Colombiano.
Conformo un grupo de guerrillas liberales el 14 de octubre de 1949  en la vereda Pabón de Urrao (Antioquia), apoyado por campesinos, soldados retirados e indígenas, logrando ejercer un dominio en esta región hasta el 26 de junio de 1953. El 22 de julio de 1951 perdió la mano izquierda, cuando fabricaba una granada con pólvora. Tras el golpe de Estado de 1953 por Gustavo Rojas Pinilla, fue detenido el  24 de agosto de 1953, tras una traición y encarcelado en la cárcel de La Ladera de Medellín, luego en la Cárcel La Picota de Bogotá y finalmente en la Penitenciaria de Tunja (Boyacá) donde fue liberado en 1957, ya que la amnistía dada a las guerrillas liberales no lo cobijaba por haber sido miembro de las Fuerzas Militares, fue liberado y trabajo como miembro de la inteligencia del estado.

## Muerte y homenaje
Falleció en un enfrentamiento con sus excompañeros guerrilleros en Córdoba, sepultado en Urrao (Antioquia), donde la avenida de ingreso a la población lleva su nombre.